# Antoine Mennessier
Pour les articles homonymes, voir Mennessier.
Antoine Mennessier, né le 30 mars 1838 à Anvers et mort le 17 juin 1890  à Carcassonne, est un architecte éclectique belge.

## Biographie
Antoine Mennessier reçoit sa formation à l'Académie de Bruxelles.
Il est inhumé au Cimetière de Bruxelles à Evere.

## Œuvres
- Premières réalisations :
  - Saint-Josse-ten-Noode, chaussée de Louvain, no 20 : immeuble (aujourd'hui transformé) pour un négociant en vin
  - 1868-1869 : Bruxelles, rue Royale, no 292 à 298 : vaste hôtel inspiré du palais Farnèse pour le baron de Mesnil
  - Bruxelles, rue de la Poste no 48 à 54
- S'ensuivent plusieurs projets pour Bruxelles :
  - 1870 : un marché couvert
  - 1870 : un passage vitré
  - 1870 : projet relatif à la Montagne aux Herbes potagères
  - 1873 : projet pour établir une jonction ferroviaire entre les gares du Quartier Léopold, l'actuelle gare du Luxembourg, et celle du Midi
  - 1873 : projet pour le nouveau Palais de Justice
  - 1874 : projet pour le quartier Notre-Dame-aux-Neiges, adopté et réalisé. Il y élevera un nombre important de maisons dont l'immeuble abritant la brasserie La Rotonde à l'angle de la rue de la Croix de Fer et de la rue de l'Enseignement
- Autres réalisations, toutes à Bruxelles :
  - 1875 : rue Ducale : son Hôtel, aujourd'hui détruit
  - 1875 : rue Royale, no 9 à 13 : transformation des façades
  - 1876 : rue Royale, no 17 à 19 : maisons
  - 1876 : rue Royale, no 25 à 27 : maison de style renaissant qui comporte un oriel (bow-window) en façade soutenu par des femmes ailées, sortes de cariatides, jouant de la trompe et occupé actuellement par le Roi du Cigare
  - 1884-1885 : ensemble de maisons éclectiques inspirées de la Renaissance flamande :
    - à l'angle du quai au Foin et de la rue Van Gaver
    - rue Van Gaver, no 16 et 22 à 28
    - à l'angle de la rue des Commerçants et de la rue Van Gaver, no 30-32 et 34-36